# Académie Sainte-Agathe
L’Académie Sainte Agathe (en anglais : Sainte Agathe Academy) est une école primaire et secondaire publique anglophone située à Sainte-Agathe-des-Monts, au Québec. Elle est exploitée par la Commission scolaire Sir-Wilfrid-Laurier.
Les personnes des communautés suivantes sont regroupées dans cette école pour les niveaux élémentaire et secondaire : Sainte-Agathe-des-Monts, Doncaster, Ivry-sur-le-Lac, L'Ascension, La Conception, La Macaza, La Minerve, Labelle, Lac Supérieur, Lantier, Mont-Tremblant, tous les secteurs de Mont-Blanc, Rivière-Rouge (L'Annonciation, Marchand et Sainte-Véronique), Saint-Donat, Sainte Agathe Nord, Sainte-Lucie-des-Laurentides, Val-David, Val-des-Lacs et Val-Morin, ainsi que la moitié nord de Saint-Adolphe-d'Howard. En outre, les étudiants d'autres régions sont affectés aux classes du secondaire : Amherst, Arundel, Barkmere, Brébeuf, et Huberdeau,,. 

## Crédit d’auteurs
- (en) Cet article est partiellement ou en totalité issu de l’article de Wikipédia en anglais intitulé « Sainte Agathe Academy » (voir la liste des auteurs).